# Drievliet Family Park
Koordinaten: 52° 3′ 18″ N, 4° 20′ 59″ O
Drievliet Family Park ist ein niederländischer Freizeitpark in Den Haag, Zuid-Holland, der 1938 eröffnet wurde.

## Liste der Bahnen

### Bestehende Achterbahnen
| Name             | Typ                                  | Hersteller   | Eröffnungsjahr |
| ---------------- | ------------------------------------ | ------------ | -------------- |
| Dynamite Express | Powered Coaster, Familienachterbahn  | Mack Rides   | 2005           |
| Formule X        | Launched Coaster                     | Maurer Rides | 2007           |
| Kopermijn        | Wilde Maus                           | Maurer Rides | 1996           |
| Twistrix         | Spinning Coaster, Familienachterbahn | Maurer Rides | 2001           |

### Geschlossene Achterbahnen
| Name     | Typ                              | Hersteller   | Eröffnungsjahr | Schließungsjahr |
| -------- | -------------------------------- | ------------ | -------------- | --------------- |
| Jet Star | Stahlachterbahn ohne Inversionen | Schwarzkopf  | 1970er         | 1995            |
| Xtreme   | Spinning Coaster                 | Maurer Rides | 2004           | 2006            |

### Bestehende Einschienenbahnen
| Name                      | Typ                      | Hersteller | Eröffnungsjahr |
| ------------------------- | ------------------------ | ---------- | -------------- |
| Einschienenbahn Drievliet | Familien-Einschienenbahn | Schwingel  | 1968           |